# مانکن (مجموعه نمایش خانگی)
مانکن یک مجموعهٔ نمایشی به کارگردانی حسین سهیلی‌زاده و به تهیه‌کنندگی ایرج محمدی، محصول سال‌ ۱۳۹۸ شبکهٔ نمایش خانگی است. این سریال در ۲۶ قسمت به قلم بابک کایدان نگاشته شده‌است.
فیلمبرداری این سریال از روز ۲۳ اسفند ماه ۱۳۹۷ آغاز شد و در روز ۱ شهریور ۱۳۹۸ پایان یافت. پخش این سریال در روزهای شنبه از روز ۲ شهریور ماه ۱۳۹۸ تا ۲۴ شهریور ماه ۱۳۹۸ (به صورت هفتگی) صورت می‌گرفت. اما به‌دلیل به اتمام رسیدن سریال هیولا سریال مانکن جایگزین آن شد. این سریال که در روزهای دوشنبه پخش می‌شد، در یک فصل (۲۶ قسمت) به پایان رسید.

## نام
نام پیشین این سریال «سایه‌های بلند» بود که به نوبهٔ خود ابهام‌های بسیاری داشت، لذا به مانکن تغییر داده شد.

## داستان
مانکن یک درام-اجتماعی است که در خلاصهٔ داستان آن آمده همیشه عشق‌های بزرگ و زیبا، دشمنان بزرگ و مخوف داشته‌اند.
سریال «مانکن» به نابرابری اقتصادی طبقه‌های مختلف جامعه و قیاس افراد توانمند نسبت به طبقهٔ کم درآمد جامعه می‌پردازد. کاوه (امیرحسین آرمان) و همتا (نازنین بیاتی) رابطهٔ عاشقانه‌ای را آغاز کرده‌اند، اما مشکلات اجتماعی و اقتصادی باعث می‌شود در این مسیر با چالش‌هایی مواجه شوند.پدر کاوه به دلیل هفت میلیارد بدهی به زندان افتاده و کاوه برای نجات پدرش خودش را به کتایون یا کتی می فروشد. در همین حین که رابطه همتا و کاوه بهم خورده اخگر با طمع به معدن همتا او را به سمت خود می کشد. بعدها کاوه و همتا در مهمانی یکدیگر را ملاقات میکنند و مشکلاتشان دو برابر میشود...

## بازیگران
| نام              |
| ---------------- |
| امیرحسین آرمان   |
| نازنین بیاتی     |
| محمدرضا فروتن    |
| مریلا زارعی      |
| فرزاد فرزین      |
| لیندا کیانی      |
| حسین پاکدل       |
| الهام پاوه‌نژاد   |
| شبنم قلی‌خانی     |
| نفیسه روشن       |
| همایون ارشادی    |
| رضا توکلی        |
| رابعه مدنی       |
| بهشاد شریفیان    |
| پانته‌آ کی‌قبادی   |
| محمد صادقی آهنگر |
| عارفه معماریان   |
| علی فرهنگی       |
| بهزاد خلج        |
| گلبرگ طهران‌زاد   |
| مائده محمدی      |
| بیژن سیفان       |
| کسری بالایی      |
| دایان ابراهیمی   |
| بنیامین قنبری    |
| مهتا سیدیان      |

## جوایز و نامزدی‌ها
| ۱۳۹۹ | بیستمین دوره جشن حافظ |                                  |                |          |
| ۱۳۹۹ | بیستمین دوره جشن حافظ | بهترین مجموعه تلویزیونی          | ایرج محمدی     | نامزدشده |
| ۱۳۹۹ | بیستمین دوره جشن حافظ | بهترین کارگردان تلویزیونی        | حسین سهیلی‌زاده | نامزدشده |
| ۱۳۹۹ | بیستمین دوره جشن حافظ | بهترین فیلمنامه تلویزیونی        | بابک کایدان    | نامزدشده |
| ۱۳۹۹ | بیستمین دوره جشن حافظ | بهترین بازیگر مرد درام تلویزیونی | امیرحسین آرمان | نامزدشده |
| ۱۳۹۹ | بیستمین دوره جشن حافظ | بهترین بازیگر مرد درام تلویزیونی | محمدرضا فروتن  | نامزدشده |
| ۱۳۹۹ | بیستمین دوره جشن حافظ | بهترین بازیگر زن درام تلویزیونی  | نازنین بیاتی   | نامزدشده |
| ۱۳۹۹ | بیستمین دوره جشن حافظ | بهترین بازیگر زن درام تلویزیونی  | مریلا زارعی    | برنده    |
| ۱۳۹۹ | بیستمین دوره جشن حافظ | بهترین خواننده ترانه تیتراژ      | فرزاد فرزین    | نامزدشده |

## موسیقی متن
موسیقی متن این سریال کاملاً بر عهده فرزاد فرزین -که نقش بهرام را بازی می‌کند- و تمام قطعات موسیقی به کار برده شده در طول سریال با صدای اوست. این موسیقی متن، شامل ۷ قطعه و آهنگساز همۀ آن‌ها فرزاد فرزین است.
| شماره | نام                         | سراینده                 | آهنگساز     | خواننده     | مدت  |
| ----- | --------------------------- | ----------------------- | ----------- | ----------- | ---- |
| ۱.    | «مانکن» (تیتراژ ابتدایی)    | فرزاد فرزین             | فرزاد فرزین | فرزاد فرزین | ۳:۱۹ |
| ۲.    | «ای کاش» (موسیقی میانی)     | روزبه بمانی             | فرزاد فرزین | فرزاد فرزین | ۴:۱۰ |
| ۳.    | «خرابش کردی» (موسیقی میانی) | حامد رجبی و مسعود محمدی | فرزاد فرزین | فرزاد فرزین | ۴:۰۴ |
| ۴.    | «کوچه‌ها» (موسیقی میانی)     | یاحا کاشانی             | فرزاد فرزین | فرزاد فرزین | ۳:۱۶ |
| ۵.    | «خنده‌های تو» (موسیقی میانی) |                         | فرزاد فرزین | فرزاد فرزین | ۳:۲۹ |
| ۶.    | «بی‌انتها» (موسیقی میانی)    | حامد رجبی و مسعود محمدی | فرزاد فرزین | فرزاد فرزین | ۳:۱۵ |
| ۷.    | «آینده» (تیتراژ پایانی)     | روزبه بمانی             | فرزاد فرزین | فرزاد فرزین | ۳:۴۰ |

## پربیننده‌ترین سریال نمایش خانگی
فیلیمو میزان دقیقه تماشای آنلاین هر قسمت این سریال را، به‌طور میانگین، ۲۵ میلیون و ۱۳۰ هزار دقیقه اعلام کرده است. با توجه به این آمار سریال مانکن در جایگاه پربیننده‌ترین سریال نمایش خانگی قرار می‌گیرد. پیش از این، مجموعهٔ هیولا، با میانگین ۱۷ میلیون دقیقه تماشا در هر قسمت، صاحب این جایگاه بود.